# الرييدة (دوعن)

'

تعديل مصدري - تعديل

الرييدة هي إحدى قرى عزلة صيف بمديرية دوعن التابعة لمحافظة حضرموت، بلغ تعداد سكانها 3 نسمة حسب تعداد اليمن لعام 2004.